# (20374) 1998 KD38
A (20374) 1998 KD38 a Naprendszer kisbolygóövében található aszteroida. A LINEAR projekt keretében fedezték fel 1998. május 22-én.